# Municipio de Huanusco
El municipio de Huanusco es uno de los 58 municipios del estado mexicano de Zacatecas. Su nombre proviene del náhuatl ahunochco que significa lugar de tunas con ahuates (espinas). está situado en el sur del estado mexicano de Zacatecas, en la región llamada Cañón de Juchipila. Sus coordenadas son 102° 58' longitud oeste y 21° 46' latitud norte. La elevación media del municipio es 1,500 metros sobre nivel del mar, cubriendo así un área de 368 kilómetros cuadrados. Hacia el oeste esta la Sierra Morones, y al noreste la Sierra Fría, al sureste se encuentran las estribaciones de la sierra de Tlachichila, siendo estas parte de la Sierra Madre Occidental. Su cabecera es la localidad de Huanusco.
El municipio limita al norte con los municipios de Tabasco y El Plateado de Joaquín Amaro, al este con el municipio de Calvillo, Ags., al sur con los municipios de Jalpa y al oeste con el municipio de Tlaltenango de Sánchez Román.

## Geografía

### Municipios adyacentes
- Municipio de El Plateado de Joaquín Amaro (norte)
- Municipio de Tabasco (norte)
- Municipio de Calvillo, Aguascalientes (este)
- Municipio de Villa Hidalgo, Jalisco (este)
- Municipio de Teocaltiche, Jalisco (este)
- Municipio de Jalpa (sur)
- Municipio de Tlaltenango de Sánchez Román (oeste)

### Carreteras principales
- Carretera Federal 54
- Carretera Federal 70

### Ecosistemas
En el valle existe relictos (manchones) y reservas mayores, más o menos conservadas de selva baja caducifolia, donde se encuentran principalmente: Mezquites, Huizache, Ozote (Cazahuate), Temachaca, Varaduz, Cuachalala, Huiscolote, Pitahayo, Guamúchil, Garambullo, Guayabo, etc, conforme se asciende existe bosque Mixto y bosque de Pino-Encino, donde se encuentran Roble, Cedro, Tepozan, Pinos de distintas especies y encinos.

### Hidrografía
De norte a sur el municipio es atravesado por el río Juchipila. cuenta también con una pequeña vertiente llamada el arroyo de Jesús María, que nace en la Sierra de Morones que corre de oeste a este, para desembocar en el río Juchipila. así como el río Calvillo que corre de este a oeste. se encuentra también el arroyo de El Carrizo que nace en el cerro del Carrizo y desemboca en el drenaje de Jesús María cerca de la comunidad de Arellanos.

## Historia
Huanusco era originalmente un establecimiento indígena habitado por las tribus llamadas Caxcanas, que eran una población [Chichimeca], con una organización social, hasta ahora no muy bien definida, con un legado e historia muy admirable, pues defendieron sus tierras con valentía y astucia Véase Guerra del Mixtón. En el escudo municipal está él guerrero Huanol, hijo del último cacique, Huataca. Este municipio formó parte del antiguo partido de Villanueva, la cual tenía varias cofradías, siendo Huanusco la tercera, dándole el título de la purísima la cual se instituyó canónicamente por el illmo. Obispo Don Diego Camacho en 1709.
Posteriormente formó parte de la alcaldía de Juchipila y después de Mecatabasco (hoy Tabasco) la fundación de este pueblo data de 1824. pero en 1857 al promulgarse la constitución general de la república, todavía figuraba como pueblo comprendido dentro del municipio anteriormente mencionado.
El 27 de septiembre de 1869 el gobernador de Zacatecas, don Victoriano Zamora decreta el establecimiento de una nueva municipalidad, la de Huanusco, dependiente del partido de Villanueva.
En 1918 se le da a Huanusco la categoría de municipio libre, en congruencia con la constitución de 1917.

## Localidades
- Arellanos
- Huanusco (cabecera municipal)
- La Higuera
- Hacienda de la Luz
- Los Soyates
- San José de la Palma

## Población
Según el censo 2000, el municipio de Huanusco tenía una población de 5.254 habitantes, que representa 0.43% de la población total del estado de Zacatecas. 2.447 eran masculinos y 2.807 eran femeninos. Su densidad demográfica es 10.10 habitantes por kilómetro cuadrado. Componen a la mano de obra de aproximadamente 337, principalmente en el sector agrícola. Hay un alto índice de emigración a los Estados Unidos debido a la carencia de trabajos y de la dificultad financiera, pero sobre todo a la falta de ideas para un desarrollo sostenible y sustentable de la región, haciendo de este municipio como muchos del estado a ser abandonado. El índice de natalidad es del 2% mientras que el índice de mortalidad es de 0.5%.

## Religión
El catolicismo predomina con el 98%, seguido por los Testigos de Jehová con 1.5% y 0.5% en otras denominaciones.

## Política

### Presidentes municipales
| Presidente municipal | Presidente municipal              | Periodo     | Partido | Elección |
| -------------------- | --------------------------------- | ----------- | ------- | -------- |
|                      | Armando Medina Medina             | 2001 – 2004 |         | 2001     |
|                      | Humberto Melchor Vázquez Guerrero | 2004 – 2007 |         | 2004     |
|                      | Francisco Vázquez Sandoval        | 2007 – 2010 |         | 2007     |
|                      | Conrado Hernández Márquez         | 2010 – 2013 |         | 2010     |
|                      | José Ignacio García Leyva         | 2013 – 2016 |         | 2013     |
|                      | Rosaycela González García         | 2016 – 2018 |         | 2016     |
|                      | Alma Delfina López Figueroa       | 2018 – 2021 |         | 2018     |
|                      | Julieta Isamar Camacho García     | 2021 – 2024 |         | 2021     |
|                      | Julieta Isamar Camacho García     | 2024 – 2027 |         | 2024     |